# Tilo Schüler

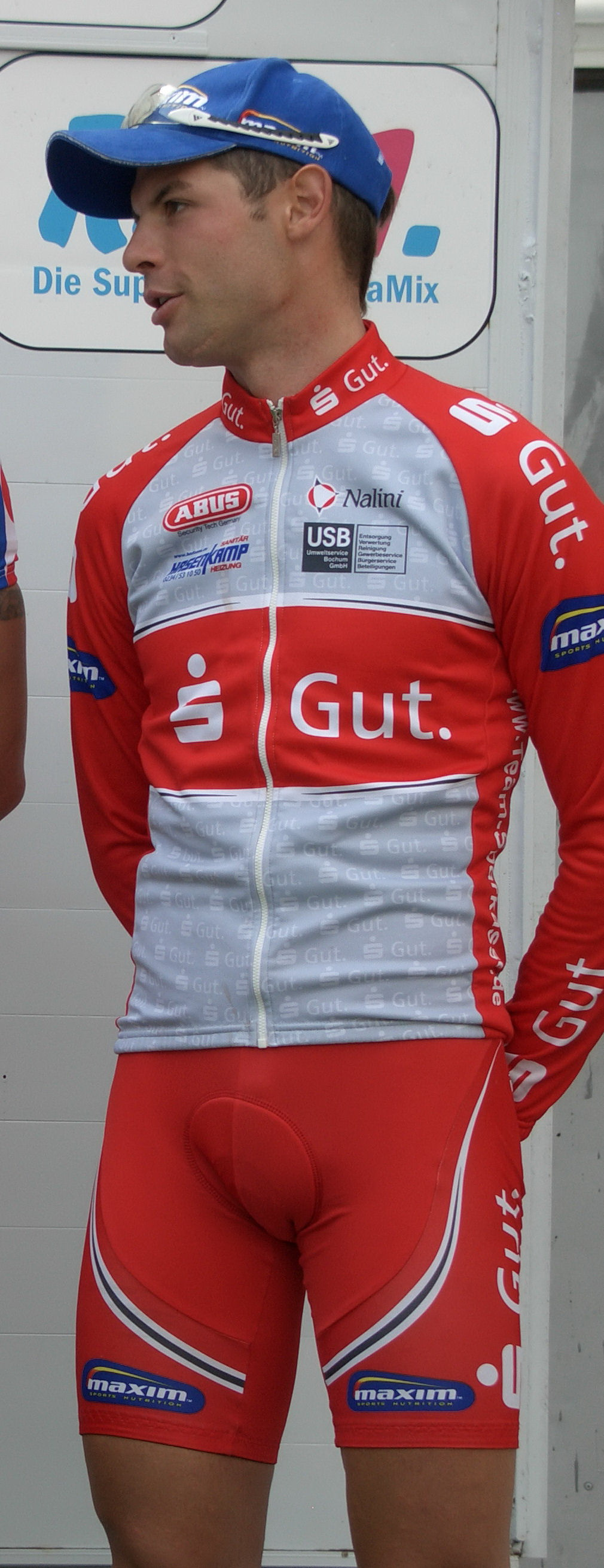
Tilo Schüler

Tilo Schüler (* 12. April 1980) ist ein ehemaliger deutscher Radrennfahrer. 2011 bestritt er sein letztes Rennen.
Tilo Schüler konnte 2001 eine Etappe bei der Friedensfahrt für sich entscheiden. 2004 und 2005 war er bei der Serbien-Rundfahrt erfolgreich. 2005 wurde er Dritter bei Rund um den Sachsenring und gewann kurz darauf zwei Etappen bei der Tour de Hokkaidō in Japan. 2006 wurde er Zweiter bei Rund um die Nürnberger Altstadt hinter Gerald Ciolek und 2007 belegte er den fünften Platz bei Rund um Köln.

## Erfolge
2001
- eine Etappe Friedensfahrt

2004
- eine Etappe Serbien-Rundfahrt

2005
- zwei Etappen Tour de Hokkaidō
- drei Etappen und Punktewertung Serbien-Rundfahrt

2007
- eine Etappe Course de la Solidarité Olympique